# 气氛歌谣
氣氛歌謠（日文：／ Mūdo Kayō），又譯情感歌謠，是第二次世界大戰後在日本本土獨自發展的流行音樂樣式之一。廣義上它也包含於歌謠曲之中。合唱為其主體，有時也會稱為氣氛合唱（ムードコーラス）。
其所借鑒的夏威夷、爵士、拉丁等音樂風格很多都被收入到歌謠曲之中，並且藉此充份掌握情感，其音樂性帶有獨特的世界觀。歌詞場景主要是夜店或者是酒館之類的市區鬧街，有時港口、機場也可成為這些歌曲的創作背景，多描寫成人男女的戀愛，且歌曲也常有男性歌手從女性觀點唱出女性語氣的特徵。
同時，除了「銀座」、「赤坂」、「横滨」、「御堂筋」、「神户」等繁華地名以外，「札幌」、「柳之濑」、「長崎」等地方都市的地名也经常出现在歌詞中，也就常常产生許多所謂「在地歌曲」（ご当地ソング）。

## 歷史
昭和20年代後半，主要為同盟國佔領軍工作的樂團遷移到銀座或赤坂的夜總會，應客人的要求之下，開始演奏有氣氛的跳舞音樂，此時期被認為是氣氛歌謠的開端。當時原本所流行的樂團中即已有很多富有夏威夷風格的音樂，所以許多氣氛歌謠曲也有引入承繼夏威夷吉他（スティール・ギター）、假音（ファルセット）等所謂的夏威夷樂風特徵。
被認為是氣氛歌謠創始者的和田宏与Mahina Stars的人氣帶來了氣氛歌謠的流行，在1960年代自成一種類型。
同時，演員出身的石原裕次郎也作為歌手發售了多首暢銷氣氛歌謠。如果不特意拘泥風格的定義，從昭和30年代到昭和40年代前半，氣氛歌謠佔據了歌謠曲的主流。森進一、五木宏、八代亞紀等所謂演歌界的權威在初次亮相時，情感歌謠色彩也很濃厚。
另外，不以藝能活动作為本職的職業棒球選手或是相撲力士等名人推出唱片之時，乃是有某種程度的歌唱實力，氣氛歌謠的曲調時有變化。大相撲力士增位山太志郎則以「そんな女のひとりごと」等暢銷曲起飛。
從昭和40年代後半開始，作為傳統成人社交場合的夜總會或酒館的文化衰退。而且，總的來說，情感歌謠所描繪的是不知所在的非現實腐舊的世界。再者，因為其與演歌的愛好者常常重疊，氣氛歌謠經常與演歌被混為一談；另一方面，由於民謠等新音樂 (日本)的抬頭，氣氛歌謠慢慢也衰退了，不過，因為昭和50年代卡拉OK小酒吧流行，又有了作為時代新風格的暢銷曲起飛的例子。
現在，流行歌曲色彩強烈的樂曲被稱作城市流行歌曲（シティ・ポップス），至於以往的氣氛歌謠則被稱作演歌流行歌曲（演歌ポップス），有時也使用新成人音樂（ニューアダルトミュージック）一詞。

## 情感歌謠的團體・歌手

### 團體
- 沢ひろしとTOKYO99（作品有『愛のふれあい』、『さよならまた明日』、『陶酔』、『好きなの』、『朝日のくちずけ』等）
- 秋庭豊とアローナイツ（作品有『中の島ブルース』、『ぬれて大阪』、『献身』、『さだめ』等）
- 内山田洋&Cool Five（作品有『長崎は今日も雨だった』、『逢わずに愛して』、『噂の女』等）
- 黒沢明とロス・プリモス（作品有『ラブユー東京』、『たそがれの銀座』、『札幌の星の下で』等）
- 高橋勝とコロラティーノ（作品有『思案橋ブルース』）
- 鶴岡雅義と東京ロマンチカ（作品有『小樽のひとよ』、『君は心の妻だから』、『ああ北海道には雪が降る』等）
- 敏いとうとハッピー&ブルー（作品有『星降る街角』、『わたし祈ってます』、『他人じゃないの』等）
- 平和勝次とダークホース（作品有『宗右衛門町ブルース』）
- 三浦弘とハニーシックス（作品有『お嫁にゆけないわたし』、『よせばいいのに』等）
- 森雄二とサザンクロス（作品有『意気地なし』、『足手まとい』、『好きですサッポロ』等）
- ロス・インディオス（作品有『知りすぎたのね』、『コモエスタ赤坂』、『別れても好きな人』等）
- 和田弘とマヒナスターズ（作品有『夜霧の空の終着港』、『誰よりも君を愛す』、『お百度こいさん』、『お座敷小唄』等）
- ヒロシ&キーボー（作品有『3年目の浮気』）
- 隧道二人组（作品有『雨の西麻布』）

### 獨唱歌手
- 青江三奈
- 欧陽菲菲
- 加門亮
- 黒木憲
- 沢ひろし
- 菅原洋一
- 邓丽君
- 竹島宏
- 箱崎晋一朗
- 法蘭克永井（フランク永井）
- マルシア
- 松尾和子
- ムーディ勝山（以情感歌謠做為聊天話題的藝人。相聲團體『勝山梶』的滑稽角色【ボケ】）
- 森進一
- 美川宪一
- 八代亞紀
- 矢吹健

## 關聯項目
- 日本搖滾樂
- 中森明菜 - 於2009年發布了一張名為《氣氛歌謠 〜歌姬昭和名曲集（日语：ムード歌謡 〜歌姫昭和名曲集）》的翻唱專輯。